# 吉岡温泉インターチェンジ
吉岡温泉インターチェンジ（よしおかおんせんインターチェンジ）は、鳥取県鳥取市にある山陰自動車道のインターチェンジである。

## 道路
- E9 山陰自動車道（国道9号 鳥取西道路）

## 接続道路
- 鳥取県道191号矢矯松原線

## 周辺
- 吉岡温泉
- 鳥取県警察高速道路交通警察隊鳥取分駐隊[1]

## 歴史
- 2017年（平成29年）11月2日 : IC名称が「吉岡温泉IC」で正式決定[2]。
- 2019年（令和元年）5月12日 : 鳥取西IC - 青谷IC間開通に伴い供用開始[3]。令和における日本初の高速道路のインターチェンジ開設となった。

## 隣
E9 山陰自動車道（鳥取西道路）
(1) 鳥取西IC - (2) 吉岡温泉IC - (3) 瑞穂宝木IC